# Губенко Анатолій Лук'янович
Губенко Анатолій Лук'янович (нар. 1 вересня 1935, смт Землянки, Макіївка, Донецька область — пом. листопад 2013) — український архітектор, член Національної спілки архітекторів України.

## Життєпис
Анатолій Губенко народився 1 вересня 1935 в смт Землянки Донецької області. У 1963 році закінчив Київський інженерно-будівельний інститут за спеціальністю «Архітектура». За розподілом розпочав роботу в Ленінграді (нині — Санкт-Петербург, Росія).
Пізніше брав участь у проєктуванні розбудови міста Шевченко (зараз — Актау, Казахстан).
1968 року був запрошений Кіровоградським міськвиконкомом на посаду головного архітектора міста. Саме на Кіровоградщині Анатолій Губенко отримав змогу здійснити більшість своїх планів та проектів.
З 1970 по 1986 роки працював начальником відділу у справах будівництва і архітектури Кіровоградського облвиконкому. З 1986 по 1989 — художником, а потім — головним художником обласного художньо-оформлювального комбінату, з 1989 по 1991 — директором інституту «Кіровоградархпроект».
Брав участь у розробці генеральних планів Кіровограда, Світловодська, Олександрії, Знам'янки, Гайворона, проєктів розбудови сіл Кальниболота та Надлак Новоархангельського району, Веселівка Кіровоградського району, Комишувате Новоукраїнського району, Пантазіївка Знам'янського району. Останні дві роботи були відзначені срібною та бронзовою медалями ВДНГ СРСР.
Розробляючи проєкти забудови центральної частини Кіровограда в 1980 та 1995 роках, Анатолій Губенко багато зробив для збереження історичної частини міста. Упродовж багатьох років він був головою секції пам'яток архітектури обласного Товариства охорони пам'яток історії та культури, неодноразово обирався головою Кіровоградської обласної організації Національної спілки архітекторів України, депутатом міської ради та делегатом з'їздів Спілки архітекторів СРСР.
У 1991 році був запрошений до Кіровоградського міськвиконкому на посаду першого заступника начальника управління по містобудівництву, архітектурі, землеустрою та землекористуванню.
Анатолій Губенко написав дві книги з питань архітектури й будівництва, путівник «Пам'ятки архітектури Кіровоградщини», був громадським кореспондентом журналу «Строительство и архитектура» (Київ).
Помер Анатолій Губенко в листопаді 2013 року.

## Творчість
У своїй творчості Анатолій Губенко відстоював ідеї збереження та відновлення історичного минулого Кіровоградщини.
За його проєктами були створені кілька музеїв: Музей історії підпільної молодіжної організації «Спартак» в селі Красногірка Голованівського району, Меморіальний музей Юрія Яновського у Нечаївці Компаніївського району, Державний заповідник-музей Івана Карпенка-Карого в парку «Хутір Надія», Літературно-меморіальний музей І. К. Карпенка-Карого в Кропивницькому та інші.
У співпраці із скульпторами Анатолієм Гончаром, Макаром Вронським, Іваном Макогоном, Анатолієм Фуженком, Аркадієм Мацієвським та Віктором Френчком створив у Кропивницькому та області цілу низку монументів, присвячених особам, причетним до історії Кіровоградщини: пам'ятники та пам'ятні знаки Маркові Кропивницькому, Тарасові Шевченку, Олександрові Пушкіну, Богданові Хмельницькому, меморіальні комплекси загиблим в роки Німецько-радянської війни в районі Фортечних валів та заводу «Червона зірка», меморіальні дошки музикантам Генріху Нейгаузу та Ференцу Лісту, Герою Радянського Союзу Олексію Єгорову.
За його безпосередньої участі на теренах області встановлено пам'ятники письменникам Юрієві Яновському та Іванові Микитенку, видатному вченому Костянтинові Скрябіну, педагогу Василеві Сухомлинському.

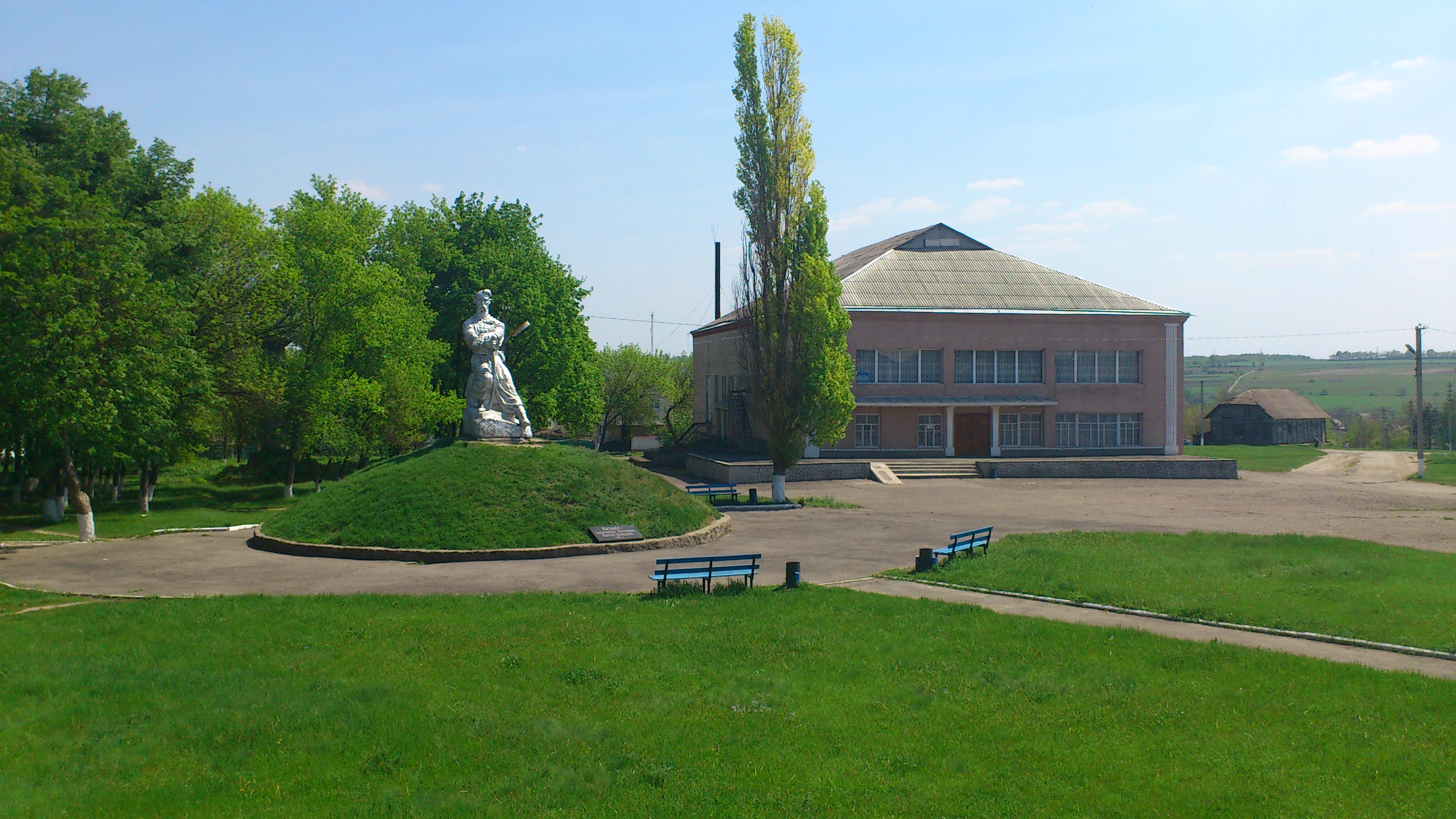
Пам'ятник «Козак — захисник Вітчизни» в Торговиці

Однією з останніх робіт архітектора став пам'ятник «Козак — захисник Вітчизни» у селі Торговиця Новоархангельського району.
В останні роки життя Анатолій Губенко займався вивченням історії та розробкою плану реконструкції фортеці Святої Єлисавети, створенням ескізів реконструкції будівель історичного центру Кропивницького. Втілюючи власні ідеї увічнення пам'яті корифеїв українського театру, разом із народними художниками України скульпторами Володимиром Чепеликом та Анатолієм Гончаром розробив проєкт пам'ятника і зони благоустрою Театральної площі в Кропивницькому.
Також усе життя Анатолій Губенко захоплювався живописом і малюванням, його живописні й графічні твори, які, будучи своєрідними «нотатками архітектора», відтворюють природу й міські краєвиди, розповідають про місця й людей, з якими йому довелося зустрічатися.

## Вшанування
За багаторічну успішну архітектурну та адміністративну діяльність Анатолій Губенко неодноразово відзначався подяками та почесними грамотами керівництва області й міста, а в 2011 році він був нагороджений відзнакою Виконавчого комітету Кіровоградської міської ради «За заслуги» ІІ ступеню.
2014 року в Художньо-меморіальному музеї О. О. Осмьоркіна відбулася виставка «Сповнений духом патріотизму», присвячена життю і творчості Анатолія Лук'яновича Губенка. Це спільний мистецький проєкт музею та Кіровоградської обласної організації Національної спілки архітекторів України за сприяння вдови архітектора Юліани Вікторівни Губенко, яка надала світлини, документи з особистого архіву чоловіка та чимало його творчих робіт (акварелей та живопису).
1 вересня 2015 року в Кіровоградському обласному художньому музеї було розгорнуто приурочену до 80-річчя з дня народження Анатолія Губенка експозицію «Зодчий нашого міста», в якій було представлено альбом замальовок архітектора, малюнки «Чумацький шлях біля села Приют», «Повернення з Січі», «Куточок відпочинку», «Міський парк», «Ковалівка» й інші графічні роботи митця.